# Retractie
Retractie of retrotractie is de beweging van de schoudergordel waarbij het schouderblad vanuit de neutrale uitgangshouding langs de borstkas richting de wervelkolom wordt getrokken. Het tegenovergestelde van retractie is protractie.